# Rudolf Maros
Rudolf Maros, född 19 januari 1917 i Stachy, Österrike-Ungern, död 2 augusti 1982 i Budapest i Ungern, var en ungersk tonsättare och kompositionsprofessor.
Maros studerade vid musikkonservatoriet i Györ och därefter komposition vid Liszt-akademien i Budapest 1939–1942, där han var elev till Zoltán Kodály. Han utbildade sig även till altviolinist och spelade i Budapests stadsorkester under studietiden. Efter diplom undervisade han i musikkonservatoriet i Pécs till 1949. Från 1950 undervisade han vid Liszt-akademien i Budapest i kammarmusik, musikteori och komposition.
Han komponerade orkester- och kammarmusik, körmusik, filmmusik och teatermusik och arrangerade ungersk och balkansk folkmusik i Kodálys och Bartóks efterföljd. Verket Ecseri Lakodalmas (1950) till koreografi av Miklós Rábai framfördes över tusen gånger.
År 1949 deltog Maros i masterclass för Alois Hába i Prag. Efter flera besök i Zagreb och Warszawa deltog han i sommarkursen i Darmstadt 1959 och varje år därefter. Han träffade där bland andra György Ligeti, Luigi Nono och polska tonsättare och arbetade därefter med förnyelse av sitt tonspråk bland annat genom införlivandet av avantgardets stilmedel i sin musik. 
År 1959 fick han pris för Ricercare för stor orkester, beställningsverk till 40-årsjubileet av utropandet av Ungerska Rådsrepubliken 1919. Åren 1963–1965 komponerade han orkesterverken Euphonia 1-3 typiska för det förnyade tonspråket, där han utforskar möjligheterna och uttrycken i en ny, modern välklang för orkester. Följande års nya verk framfördes regelbundet av ungerska radions symfoniorkester.
Hemmet i Budapest blev en träffpunkt för konstnärer, elever och kollegor, där de nya partituren och inspelningarna som förvärvats utomlands studerades och diskuterades.
1971–1972 var Maros gäst vid "Das Berliner Künstlerprogramm des DAAD” i Västberlin. 1971–1975 var han styrelseledamot i Internationella samfundet för samtida musik, ISCM.